# Dopatrium macranthum
Dopatrium macranthum là một loài thực vật có hoa trong họ Mã đề. Loài này được Oliv. mô tả khoa học đầu tiên năm 1875.